# Juárez (paroisse civile)
Pour les articles homonymes, voir Juárez.
Juárez est l'une des dix paroisses civiles de la municipalité d'Iribarren dans l'État de Lara au Venezuela. Sa capitale est Río Claro.

## Géographie

### Démographie
Outre la capitale Río Claro, la paroisse civile comporte les localités suivantes :
- Agua Blanca
- Bombón (partagé avec Buena Vista)
- Cerro Negro Abajo
- Cerro Negro Arriba
- Cocodrilo
- El Progreso Abajo
- El Progreso Arriba
- Guayamure
- Las Coloradas
- La Cuchilla
- Las Cuibitas (quartier ouest)
- Las Delicias
- Los Gavilanes
- Los Portones
- Piedra del Tigre
- Río Claro